# Відслонення силуру в Трубчині
Відсло́нення силуру в Трубчині — геологічна пам'ятка природи місцевого значення в Україні. Розташована на території Мельнице-Подільської селищної громади Чортківського районуТернопільської області, біля села Трубчин, лівий берег річки Дністер, 400 м нижче від села за течією річки.
Площа — 1 га, статус надано у 1977 році.
У 2010 році ввійшла до складу національного природного парку «Дністровський каньйон».